# Margaret Mahy
Margaret Mahy, född 21 mars 1936 i Whakatane, Bay of Plenty, död 23 juli 2012 i Christchurch, var en nyzeeländsk författare. 
Mahy avlade universitetsexamen 1957 vid University of Auckland och bibliotekarieexamen 1958. I många år arbetade hon som bibliotekarie och publicerade samtidigt berättelser i The School Journal. 1969 debuterade hon som författare. Hon mottog flera priser för sina barn- och ungdomsböcker, bland andra H.C. Andersen-medaljen 2006. 

## Böcker i svensk översättning
- Pojken som fick sällskap hem, 1977. Bilderbok, ill. av Steven Kellogg (The boy who was followed home), översättning: Anna Jensen
- Gengångaren, 1985 (The haunting), översättning: Mats Thorell
- Förvandlingen: en övernaturlig romans, 1986 (The changeover), översättning: Mats Thorell
- Sylt: en söt sannsaga, 1985. Bilderbok, ill. av Helen Craig (Jam), översättning: Dag Hernried
- Trixarna, 1988 (The tricksters), översättning: Mats Thorell
- Minnets magi, 1989 (Memory), översättning: Kim Dahlén
- Den stora vita människoätande hajen : en avskräckande historia, 1989. Bilderbok, ill. av Jonathan Allen, 1989 (The great white man-eating shark), översättning: Ingegärd Martinell
- Fyra vänner, 1990. Bilderbok, ill. av Wendy Smith (Making friends), översättning: Ingegärd Martinell
- Blod och dunder-äventyret, 1990, ill av Wendy Smith (The blood-and-thunder adventure on Hurricane Peak), översättning: Birgit Lönn
- Sju kinesiska bröder, 1991. Bilderbok, ill. av Jean och Mou-sien Tseng (The seven Chinese brothers), svensk text: Ingrid Warne
- Farliga drömmar, 1991 (Dangerous spaces), översättning: Love Källberg
- Tycho & Angela, 1992 (The catalogue of the universe), översättning: Ebba Hamelberg
- Sjörövarnas röriga resa, 1992, ill. av Margaret Chamberlain (The pirates' mixed-up voyage), översättning: Bo Ivander
- De underjordiska gångarna, 1992 (The underrunners), översättning: Hans Nygren
- Stora piratiska dundersmällkalaset och Bibliotekarien och rövarna, april 1998. Börja läsa-bok, ill. av Quentin Blake, Alfabeta bokförlag AB. ISBN 91-7712-795-1, översättning: Jadwiga P. Westrup
- Det (o)hyggliga spöket, 1998, ill. av Robert Staermose (The horribly haunted school), översättning: Barbro Lagergren
- Skurken i datorn, 2000, ill. av Harry Horse (A villain's night out), översättning: Barbro Lagergren
- Isspökets gåta, 2003, ill. av Chris Mould (The riddle of the frozen phantom), översättning: Lena Karlin

## Priser och utmärkelser
- Carnegie Medal 1982 för The Haunting
- Carnegie Medal 1984 för The Changeover
- H.C. Andersen-medaljen 2006